# Bogdan Siorek
Bogdan Siorek (ur. 3 października 1957 w Rzeszowie, zm. 27 kwietnia 2020 w Austrii) – polski piłkarz występujący na pozycji obrońcy.

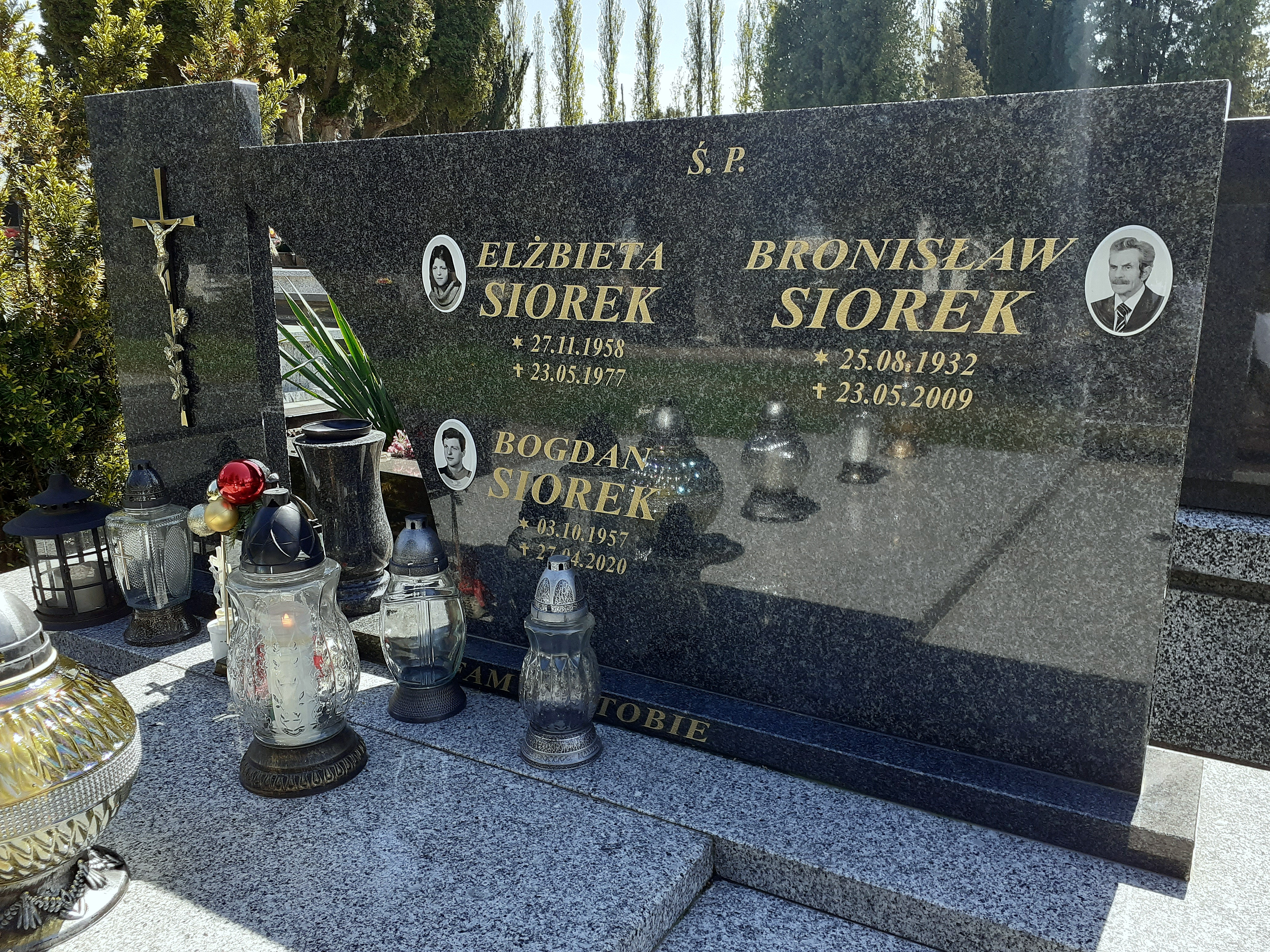
Grobowiec rodzinny Bogdana Siorka

## Życiorys
Był wychowankiem Resovii. Do pierwszej kadry tego trzecioligowego zespołu włączony został w 1975 w wieku siedemnastu lat. W sezonie 1976/77 awansował z Resovią do II ligi, w której rywalizował przez dziesięć kolejnych lat. W rzeszowskim klubie wystąpił w 246 meczach zaplecza ekstraklasy, w których zdobył siedem goli. Najlepszy wynik jego zespół osiągnął w sezonie 1982/83, kiedy w tabeli grupy wschodniej zajął drugie miejsce, przegrywając o punkt z wchodzącym do I ligi Motorem Lublin. Z kolei najbardziej udaną edycją Pucharu Polski była ta z sezonu 1980/81, kiedy rzeszowianie dotarli do półfinału, ulegając w nim Pogoni Szczecin 0:1. Siorek był też powołany do młodzieżowej reprezentacji Polski.
W 1987 przeniósł się do beniaminka ekstraklasy, Stali Stalowa Wola, w barwach której w sezonie 1987/88 wystąpił w 27 meczach I ligi. Stal spadła wówczas na drugi poziom, na którym Siorek reprezentował ją także w kolejnych rozgrywkach.
W sezonie 1989/90 był zawodnikiem austriackiego USV Furth z gminy Furth bei Göttweig.
Po zakończeniu kariery piłkarskiej pozostał w Austrii, pracował m.in. w klubie golfowym Golfclub Föhrenwald w gminie Lanzenkirchen. Miał żonę. Zmarł w wieku 62 lat. Pochowany został na cmentarzu Wilkowyja w Rzeszowie.

## Statystyki ligowe
| Klub              | Sezon     | Liga             | Liga  | Liga   |
| Klub              | Sezon     | Liga             | Mecze | Bramki |
| ----------------- | --------- | ---------------- | ----- | ------ |
| Resovia           | 1975/1976 | Klasa wojewódzka | ?     | ?      |
| Resovia           | 1976/1977 | III liga         | ?     | ?      |
| Resovia           | 1977/1978 | II liga          | 26    | 0      |
| Resovia           | 1978/1979 | II liga          | 26    | 1      |
| Resovia           | 1979/1980 | II liga          | 23    | 0      |
| Resovia           | 1980/1981 | II liga          | 17    | 1      |
| Resovia           | 1981/1982 | II liga          | 30    | 1      |
| Resovia           | 1982/1983 | II liga          | 26    | 0      |
| Resovia           | 1983/1984 | II liga          | 27    | 1      |
| Resovia           | 1984/1985 | II liga          | 19    | 0      |
| Resovia           | 1985/1986 | II liga          | 25    | 2      |
| Resovia           | 1986/1987 | II liga          | 27    | 1      |
| Resovia           | Ogólnie   | Ogólnie          | 246   | 7      |
| Stal Stalowa Wola | 1987/1988 | I liga           | 27    | 0      |
| Stal Stalowa Wola | 1988/1989 | II liga          | ?     | ?      |

## Sukcesy
Resovia
- Klasa wojewódzka (grupa Rzeszów) Mistrz: 1975/76
- III liga (grupa IV) Mistrz i awans do II ligi: 1976/77